# Ourapteryx versuta
Ourapteryx versuta är en fjärilsart som beskrevs av Louis Beethoven Prout 1928. Ourapteryx versuta ingår i släktet Ourapteryx och familjen mätare. Inga underarter finns listade i Catalogue of Life.